# Tejorejo
Tejorejo is een bestuurslaag in het regentschap Kendal van de provincie Midden-Java, Indonesië. Tejorejo telt 3887 inwoners (volkstelling 2010).